# 167018 Csontoscsaba
167018 Csontoscsaba este un asteroid din centura principală de asteroizi.

## Descriere
167018 Csontoscsaba este un asteroid din centura principală de asteroizi. A fost descoperit pe 23 august 2003 la Piszkesteto de Krisztián Sárneczky. Asteroidul prezintă o orbită caracterizată de o semiaxă mare de 2,44 ua, o excentricitate de 0,18 și o înclinație de 1,8° în raport cu ecliptica.